# Hildebrandtia
A Hildebrandtia a kétéltűek (Amphibia) osztályába, a békák (Anura) rendjébe és a Ptychadenidae családjába tartozó nem.

## Elterjedésük
A nembe tartozó fajok Afrika Szaharától délre eső trópusi és szubtrópusi területein honosak.

## Rendszerezésük
A nembe három faj tartozik:
- Hildebrandtia macrotympanum (Boulenger, 1912)
- Hildebrandtia ornata (Peters, 1878)
- Hildebrandtia ornatissima (Bocage, 1879)